# あおいみつ
あおい みつ（2月4日 - ）は､日本の漫画家｡石川県出身｡血液型はA型｡
2006年､『恋色センチメンタル』で第42回なかよし新人まんが賞準入選を受賞し､『なかよしラブリー』（講談社）秋の号でデビュー｡同期は青月まどか｡影響を受けた漫画として『るろうに剣心』（和月伸宏）を挙げている｡『キミが好きとかありえない』で本誌初連載、巻頭を飾るなど活躍している作家のうちの一人である｡

## 主な作品リスト

### 漫画

#### なかよしラブリー掲載
- 恋色センチメンタル（デビュー作）2006年秋号
- ぼくらの恋のうまれかた 2007年春号
- そらいろ応援歌 2007年夏号
- ポジティブをきみに 2007年秋号
- ぼくらに咲く花 2008年春号
- 人魚姫に恋をして 2008年夏号
- 魔術師にくちづけを 2009年春号 - 2009年初夏号
- マイ ワールド オブ… 2010年初夏号
- 魔法使いと恋の味 2010年冬号

#### なかよし掲載
- 流星ドロップ 2009年8月号
- キミが好きとかありえない　2012年3月号 - 2013年7月号　全3巻
- 死ぬほど好きってダメですか？　2014年1月号
- 呪われさん家のお嫁さま　2014年6月号 - 2014年8月号　全3巻
- 2.5次元彼氏 2014年12月号 - 2015年7月号　全2巻
- ツインズ☆パニック　2016年2月号
- キケンなサンタはお断り！2016年12月号 - 2017年1月号

#### palcy掲載
- 処女同盟（バージンどうめい）　2018年4月27日配信 - 2020年3月6日配信　全3巻

#### チェリッシュ掲載
- ハジメテ××、開幕します！　2023年7月30日配信 - 2024年4月24日配信[1]　全2巻（電子書籍）

#### マンガがうがう掲載
- 乙女ゲームのモブなのに、なぜか推しに愛を囁かれています!　連載予定

### イラスト

#### 青い鳥文庫刊
- 放課後ファンタスマ!（挿絵担当、桜木日向箸）2015年
  - 放課後ファンタスマ! ドアのむこうにだれかいる
  - 放課後ファンタスマ! レディー・パープルの秘密
  - 放課後ファンタスマ! ささやく黒髪人形
- 放課後おばけ ストリート（挿絵担当、桜木日向箸）2016年 - 2017年
  - 放課後おばけ ストリート 雪女が通る!
  - 放課後おばけ ストリート 吸血鬼がくる!
- 兄が3人できまして 王子様のなんでも屋（挿絵担当、伊藤クミコ著）2020年 - 、既刊7巻

#### ケータイ小説文庫刊
- 俺の言うこと聞けよ。-イジワルな彼と秘密の同居-（表紙イラスト担当、青山そらら著）2017年
- 悪魔くんとナイショで同居しています（表紙イラスト担当、*菜乃花*著）2017年

#### ポケット・ショコラ刊
- キラモテ先輩と地味っ子まんが家ちゃん（挿絵担当、清水きり著）2018年

#### 野いちご文庫刊
- 秘密暴露アプリ～恐怖の学級崩壊～（表紙イラスト・予告マンガ担当、西羽咲花月著）2019年

#### かなで文庫刊
- コドセン!〜子供先生、未来で爆誕〜（挿絵担当、敦賀零著、井坂聡監修）2021年